# Subaru World Rally Team
Subaru World Rally Team – zespół rajdowy Subaru, który w latach 1990-2008 startował w Rajdowych Mistrzostw Świata (WRC).
W 1989 roku Subaru Tecnica International nawiązała współpracę z brytyjską firmą Prodrive w celu przygotowania odpowiedniego samochodu i wystartowania z nim w Rajdowych Mistrzostwach Świata. Początkowo było to Subaru Legacy RS grupy A, a jego debiut nastąpił w Rajdzie Safari 1990. W 1993 (w Rajdzie Finlandii) zadebiutowało Subaru Impreza grupy A, przygotowany od początku przez Prodrive, a w 1997 Impreza w specyfikacji WRC, którą rozwijano do końca startów zespołu w 2008 roku.

## Kierowcy
- Markku Alén (1990-1991, 1993)
- François Chatriot (1990-1991, 1999)
- Ian Duncan (1990)
- Derek Warwick (1990)
- Patrick Njiru (1990, 1992, 1994-1998)
- Peter Bourne (1991-1995, 1997, 1999-2000)
- Ari Vatanen (1991-1993, 1998)
- Colin McRae (1991-1998)
- Per Eklund (1992-1993)
- Hannu Mikkola (1993)
- Richard Burns (1993-1995, 1999-2001)
- Alister McRae (1993, 1998)
- Piero Liatti (1993-1998)
- Carlos Sainz (1994-1995)
- Mats Jonsson (1995)
- Kenneth Eriksson (1996-1998)
- Didier Auriol (1996)
- Jarmo Kytölehto (1998)
- Juha Kangas (1998)
- Juha Kankkunen (1999-2000)
- Bruno Thiry (1999)
- Simon Jean-Joseph (2000)
- Petter Solberg (2000-2008)
- Toshihiro Arai (2000-2002, 2006)
- Markko Märtin (2001)
- Tommi Mäkinen (2002-2003)
- Achim Mörtl (2002)
- Mikko Hirvonen (2004)
- Chris Atkinson (2005-2008)
- Stéphane Sarrazin (2005-2006)
- Xavier Pons (2007)
- Brice Tirabassi (2008)